# Paul Xie Ting-zhe
Dans ce nom chinois, le nom de famille, Xie, précède le nom personnel.
Paul Xie Ting-zhe (mandarin : 謝廷哲 	Xiè Tíng-zhé), né le 2 janvier 1925 dans le Gansu et mort le 14 août 2017 à Urumqi, est un prélat catholique et l'évêque du Xinjiang (en) de 1991 à 2017. Il est consacré clandestinement en 1991 et l'État chinois ne l'a reconnu qu'en tant que prêtre.

## Biographie
Né dans une famille très chrétienne à Lanzhou, Xie Ting-zhe perd son père à un très jeune âge et a été élevé par sa mère. Alors jeune adulte, Paul est déterminé à devenir prêtre et s'inscrit à un petit séminaire à Lanzhou et entre au lycée vers la fin des années 1940. Il est suspendu en 1951 puisqu'il encourageait supposément des mouvements patriotiques. Le séminaire ferme complètement quelques années plus tard à cause de ces mouvements anti-gouvernementaux dont faisaient partie beaucoup d'étudiants du séminaire dont Xie Ting-zhe. Alors que sa mère pleurait pour qu'il revienne après les condamnations du gouvernement, Paul a refusé d'écouter et a été arrêté par les autorités en 1958. Il est libéré en 1979 et l'année d'après, le 5 février 1980, il est ordonné prêtre au diocèse (en) de Fengxiang. Il poursuit ensuite son parcours religieux en voyageant sur la route de la soie et en s'établissant définitivement à Urumqi où il devient prêtre, puis évêque, clandestinement, en 1991. Il décède en 2017 et le siège de la préfecture apostolique est resté vacant depuis.
Certaines sources placent sa naissance en 1931.